# Theokratismus
Theokratismus ist die Ideologie, die auf dem Glauben basiert, dass Gott nicht nur Schöpfer des Universums ist, sondern auch Herrscher dieses Universums sein will und sein soll. Der Theokratismus versucht daher das politische Gestaltungsbild der Theokratie zur Geltung zu bringen und es zu realisieren.
Der bekannte französische Philosoph Jacques Derrida hat sich in seiner Europa-Vision sowohl von aufklärerischer Hegemoniepolitik als eben auch von diesem in seinen Augen voraufklärerischen Theokratismus kritisch abgrenzt. Oft wird der Theokratismus auch als reaktionär bis totalitär beschrieben. 
Innerhalb dieser Theokratismen werden unterschieden:
- jüdischer Theokratismus
- manichäischer Theokratismus
- christlicher Theokratismus (insbesondere bei bestimmten vom Christentum abgespaltenen Sondergemeinschaften)
  - Dominionismus (eine theologische Richtung des christlichen Fundamentalismus vor allem in den USA)
  - römisch-katholischer Theokratismus (bestimmter Päpste)
- islamischer Theokratismus

Übergreifend spricht man auch von orientalischem Theokratismus.
Historisch unterscheidet man einen National-Theokratismus und einen Universal-Theokratismus, je nachdem ob Gottes bzw. Christi Weltherrschaft angestrebt wird oder lediglich ein nationales Identitätsprojekt mittels Religion. Bei letzterem steht in der Regel eine gnostizistische Politische Religion bzw. ein starker Politischer Mythos im Hintergrund. 